# Garnierite

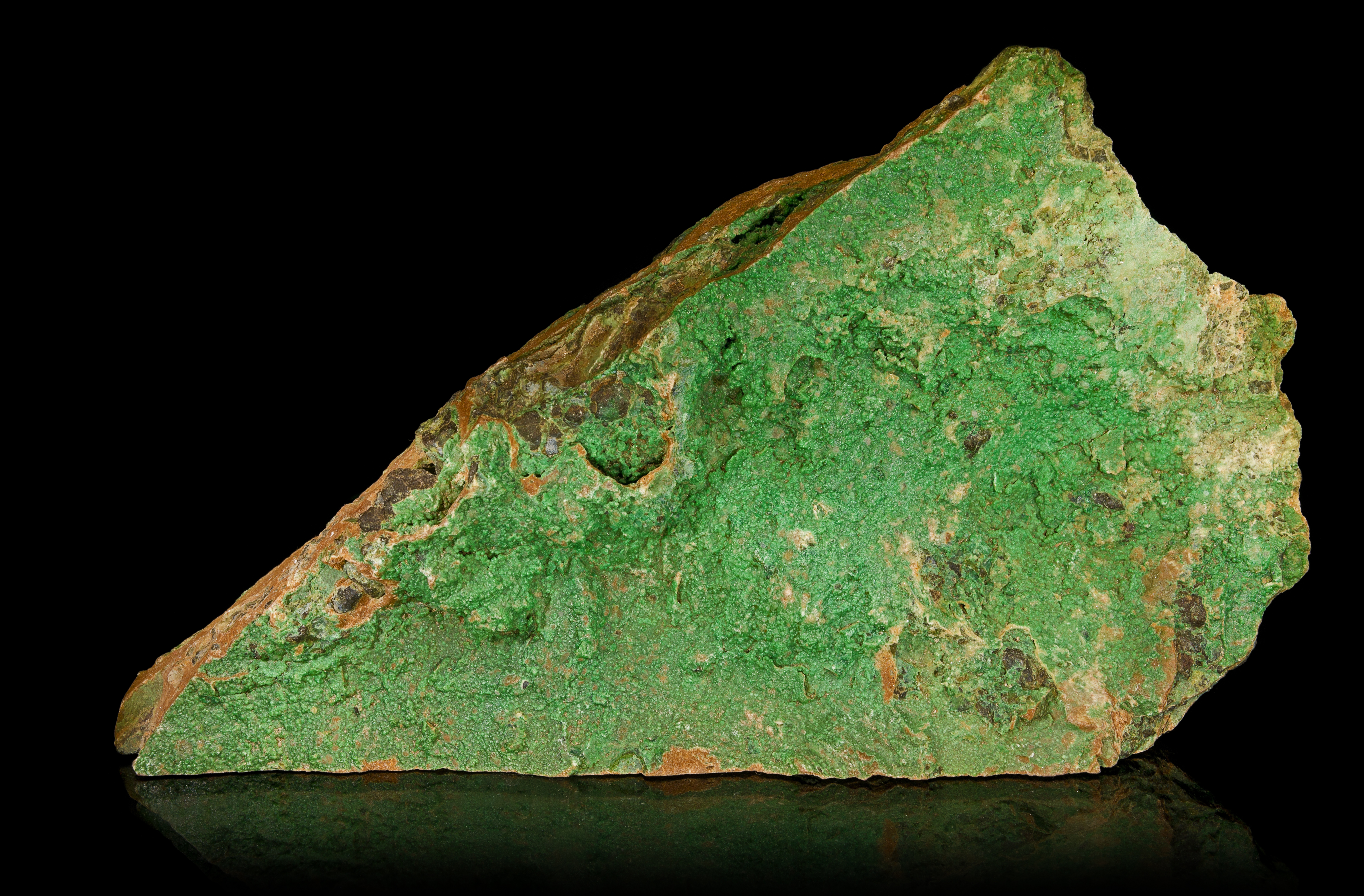

La garnierite è un minerale di nichel verde che si trova nelle tasche e nelle vene all'interno di rocce ultramafiche stagionate e serpentinizzate. Si forma dagli agenti atmosferici lateritici delle rocce ultramafiche e si verifica in molti depositi di laterite di nichel nel mondo.